# 지젝-피터슨 토론
지젝-피터슨 토론, 공식 제목 행복: 자본주의 대 마르크스주의는 캐나다 임상심리학자 조던 피터슨 (마르크스주의 비판)과 슬로베니아 철학자 슬라보예 지젝 (공산주의자 및 헤겔주의자) 간에 있었던 마르크스주의, 자본주의 그리고 행복에 관한 토론이였다. 2019년 4월 19일 토론토 메리디안 홀에서 열렸으며 주재는 스테판 J. 블랙우드가 맡았고 청중 수는 총 3천 여명이 참석했다.
토론에서 지젝과 피터슨은 정치적 올바름과 정체성 정치 등 많은 부분에서 의견 일치를 보였다. 이들은 규제 자본주의의 장점에 관해 토론하였으며 개인과 사회에 있어서 행복은 제일 우선되는 목표가 아닌 것에 동의했다.